# Søby Mølle
Søby Mølle i Søby på Ærø er en ottekantet hollandsk mølle med galleri, bygget 1881. Oprindeligt lå den udenfor byen, men  befinder sig nu midt i et parcelhuskvarter. 
Undermøllen er grundmuret. Overmøllen er ottekantet i træ og  tækket med rør. Hatten er bådformet og tækket med rør. Vingerne har hækværk til kludesejl og krøjes fra galleriet. 
Møllefamilien Nissen, der også byggede Vester Mølle og Vitsø Mølle, byggede Søby Mølle for at aflaste Vester Mølle.
54°56′25″N 10°15′11″Ø / 54.94026°N 10.25306°Ø